# Helsingørkredsen
Helsingørkredsen er fra 2007 en opstillingskreds i Nordsjællands Storkreds. I 1920-2006 var kredsen en opstillingskreds i Frederiksborg Amtskreds. I 1849-1920 var kredsen en valgkreds.
Den 8. februar 2005 var der 44.406 stemmeberettigede vælgere i kredsen.

## Valgkreds 1849-1920
Kredsen blev oprettet i 1849 som en af 100 enkeltmandsvalgkredse til Folketinget. Det officielle navn var Frederiksborg Amts 1. Valgkreds. Ved oprettelsen bestod kredsen af følgende områder:
- Helsingør Kødstad
- Tikøb Sogn inkl. byerne Hornbæk og Hellebæk (Tikøb-Hornbæk-Hellebæk Kommune,[2] Hornbæk og Hellebæk Sogne blev udskilt fra Tikøb Sogn i 1877.[3]

Valgkredsens valgsted var i Helsingør. Kredsen var uforandret frem til 1920.

### Folketingsmedlemmer valgt i Helsingørkredsen
De anførte kildehenvisninger i parentes henviser til bind og sidetal i værket Rigsdagens medlemmer gennem hundrede aar 1848-1948.
- H.N. Clausen 4. december 1849 — 27. maj 1853 (I, s. 107-108)
- Christian Tiemroth 27. maj 1853 — 14. juni 1858 (II, s. 241)
- C.E. Thune 14. juni 1858 — 1. oktober 1863 (nedlagde mandatet) (II, s. 239)
- Jørgen Rasmussen 11. november 1863 — 7. juni 1864 (suppleringsvalg) (II, s. 149)
- D.B. Adler 7. juni 1864 — 22. september 1869 (I, s. 4)
- Waldemar Raasløff 22. september 1869 — 9. maj 1871 (nedlagde mandatet) (II, s. 141-142)
- Regner Ulstrup 2. august 1871 — 20. september 1872 (suppleringsvalg) (II, s. 253)
- Hother Hage 20. september 1872 — 9. februar 1873 (døde i embedet) (I, s. 173-174)
- C.A.F. Thomsen 12. marts 1873 — 28. juni 1896 (suppleringsvalg, døde i embedet) (II, s. 236-237)
- Christian Rasmussen 25. september 1896 — 20. november 1916 (suppleringsvalg, døde i embedet) (II, s. 145-146)
- Peder Christensen 22. april 1918 — 21. april 1920 (III, s. 36-37)

Der blev ikke afholdt suppleringsvalg efter Christian Rasmussen døde i 1916.

## Valgsteder i 2005
Kredsen rummede i 2005 flg. kommuner og valgsteder::
1. Helsingør Kommune
  1. Hellebæk
  2. Helsingør Bibliotek
  3. Hornbæk Skole
  4. Kvistgård Idrætsanlæg
  5. Laden, Gl. Vapnagård
  6. Montebello, Gurrevej 90
  7. Mørdrupskolen
  8. Nygård Skole
  9. Snekkersten Skole
  10. Teknisk Forvaltning, Esp
  11. Tikøb Skole

## Folketingkandidater pr. 25/11-2018
| Liste | Parti                       | Kandidat | Bemærk                                                                                |
| ----- | --------------------------- | --- | ------------------------------------------------------------------------------------- |
| A     | Socialdemokratiet           | Henrik Møller |                                                                                       |
| B     | Radikale Venstre            | Camilla Kampmann |                                                                                       |
| C     | Det Konservative Folkeparti | |                                                                                       |
| D     | Nye Borgerlige              | Mette Thiesen, Ulla Kokfelt                                                                                             | Mette Thiesen er spidskandidat i samtlige opstillingskredse i Nordsjællands Storkreds |
| F     | Socialistisk Folkeparti     | |                                                                                       |
| I     | Liberal Alliance            | |                                                                                       |
| O     | Dansk Folkeparti            | Jan-Erik Messmann |                                                                                       |
| V     | Venstre                     | Mette Lene Jensen |                                                                                       |
| Ø     | Enhedslisten                | Helena Jørgensen |                                                                                       |
| Å     | Alternativet                | Christian Poll, Theresa Scavenius, Julie Katinka Herdal Molbech, Allon Hein Sørensen, Bina Aylen Seff, Susan Kjeldgaard | Er opstillet i samtlige opstillingskredse i Nordsjællands Storkreds                   |